# Naturpark Fränkische Schweiz-Veldensteiner Forst
Naturpark Fränkische Schweiz-Veldensteiner Forst er en 2346 km² stor naturpark der ligger i den nordlige del af Fränkische Alb, i den nordlige del af den tyske delstat Bayern, Nördlichen Frankenalb, grundlagt i 1995. Den er den næststørste naturpark i Bayern, efter Naturpark Altmühltal. Parken er drevet af „Verein Naturpark Fränkische Schweiz – Veldensteiner Forst e.V." der blev grundlagt i 1968, og har sæde i Pottenstein.
Hoveddelen af naturparken udgøres af Fränkische Schweiz med sine romantiske dale, vidstrakte højsletter og talrig borge. I områdets østlige del ligger det lukkede fyrreskovområde Veldensteiner Forst. Den øvre Maindal og Hersbrucker Alb og landskabet der i mellem, er også en del af naturparken.